# Clark Leiblee
Clark Moses Leiblee (Troy, 2 novembre 1877 – Tipton, 20 agosto 1917) è stato un velocista statunitense.
Leiblee rappresentò l'Università del Michigan nei tornei intercollegiali di atletica. Nel 1899 fu halfback dei Michigan Wolverines, squadra di football americano dell'Università del Michigan.
Prese parte ai Giochi olimpici di Parigi del 1900 nella gara dei 100 metri piani, in cui fu eliminato nella corsa di ripescaggio.